# (117539) Celletti
(117539) Celletti – planetoida z grupy pasa głównego asteroid okrążająca Słońce w ciągu 5 lat i 193 dni w średniej odległości 3,13 j.a. Została odkryta 17 lutego 2005 roku w Obserwatorium La Silla przez Andrea Boattiniego i Hansa Scholla. Nazwa planetoidy pochodzi od Alessandry Celletti (ur. 1962), profesor na Uniwersytecie Roma "Tor Vergata", gdzie wykłada mechanikę nieba oraz teorie systemów dynamicznych. Od 2001 roku jest prezesem zarządu Italian society of Celestial Mechanics and Astrodynamics. Przed nadaniem nazwy planetoida nosiła oznaczenie tymczasowe (117539) 2005 DJ1.